# 盧克雷區 (基斯皮坎奇省)

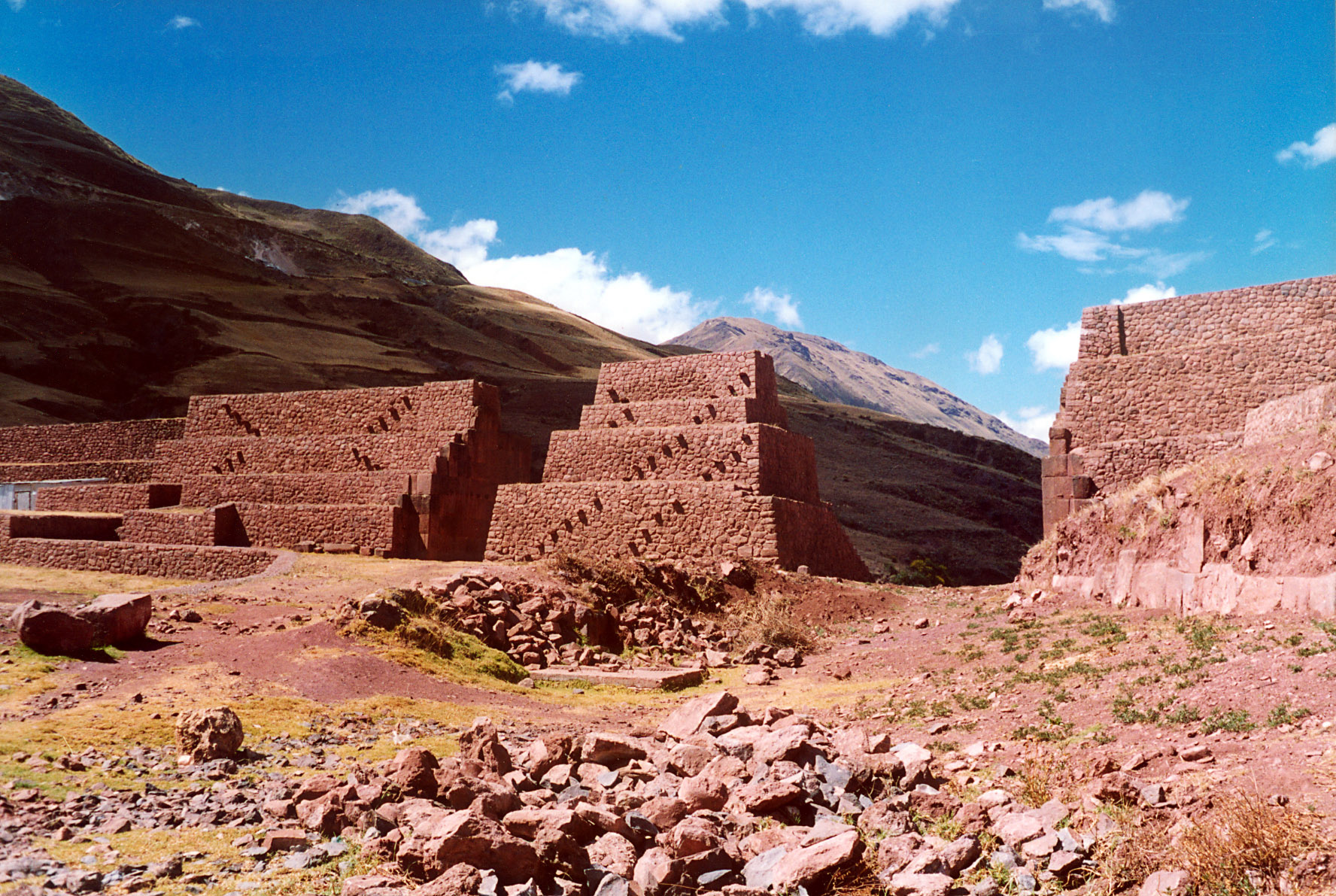

盧克雷區（西班牙語：Distrito de Lucre），是秘魯的一個區，位於該國南部庫斯科大區的基斯皮坎奇省，始建於1941年1月17日，面積118.78平方公里，海拔高度3,086米，2005年人口4,040，人口密度每平方公里34人。